# Ejército del Islam
El Ejército del Islam o Yeish al-Islam (en árabe: جيش الإسلام‎), anteriormente llamado Liwa al-Islam (en árabe: لواء الإسلام‎, que significa Estandarte del Islam), también conocido como la  Brigada del Islam, es un grupo rebelde sirio que lucha en contra del gobierno sirio en la Guerra Civil Siria. Es parte del Frente Islámico, anteriormente del Frente de Liberación Islámica Sirio, y su área de operaciones se encuentra en los vecindarios de Damasco de Duma y en Guta Oriental.

## Historia
Liwa al-Islam fue establecido por Zahran Alloush, nacido en Duma, cerca de Damasco, hijo de un erudito religioso sirio exiliado en Arabia Saudí llamado Sheikh Abdullah Mohammed Alloush, cuando las autoridades sirias lo liberaron de la cárcel a mediados de 2011, en donde había estado cumpliendo condena debido a su activismo salafista.
Se adjudicaron la responsabilidad del atentado en Damasco de julio de 2012, en el que murieron el ministro de Defensa Dawoud Rajiha, el Viceministro de Defensa Asef Shawkat y el Asistente del Vicepresidente Hassan Turkmani. Liwa al-Islam es el motor detrás de algunas acciones en Damasco y se sabe que han cooperado con Jabhat al-Nusra y han realizado operaciones conjuntas. Al igual se atribuyeron el atentado del 19 de diciembre de 2016, en Ankara (Turquía), que sesgo la vida del embajadodor ruso Andrei Karlov en dicho país.

## Participación
- Atentado en Damasco de julio de 2012[3]
- Ofensiva de la Campiña de Damasco (2012–2013)
- Ofensiva de Damasco (2013)
- Ofensiva de la Campiña de Damasco (2013–presente)

## Operaciones

### Captura de armamento sofisticado
El 6 de octubre de 2012, Liwa al-Islam capturó dos sistemas 9K33 Osa SAM en Guta Oriental con al menos 12 misiles. Subieron un video el 29 de julio de 2013 en el que se usaba para derribar a un Mil Mi-8 sirio. En noviembre de 2013, el grupo capturó 22 aviones de entrenamiento L-39s usados por las Fuerzas Armadas de Siria y los mostraron en la pista.

### Masacre de Adra
El 11 de diciembre de  2013, combatientes del Frente al-Nusra y Jaysh al-Islam entraron en la ciudad industrial de Adra y atacaron a civiles de minorías religiosas, matando al menos a 32 alauíes, cristianos, drusos e ismailíes. Algunos fueron fusilados a quemarropa, mientras que otros fueron decapitados.